# Rush Holt

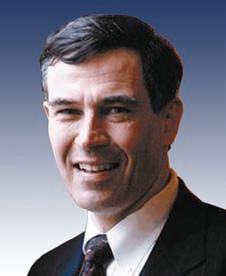
Rush Holt

Rush D. Holt, Jr., född 15 oktober 1948 i Weston, West Virginia, är en amerikansk demokratisk politiker. Han representerade New Jerseys 12:e distrikt i USA:s representanthus 1999–2015.
Fadern Rush D. Holt representerade West Virginia i USA:s senat 1935-1941 och modern Helen Holt var delstatens statssekreterare i West Virginia (West Virginia Secretary of State) 1957-1959.
Holt avlade 1970 sin grundexamen vid Carleton College. Han studerade sedan fysik vid New York University och avlade sin doktorsexamen där 1981.
Holt utmanade kongressledamoten Michael J. Pappas i kongressvalet 1998 och vann. Han mötte en mycket stark utmanare, tidigare kongressledamoten Dick Zimmer i kongressvalet 2000. Holt omvaldes mycket knappt. Sedan ändrades distriktsgränserna i New Jersey och Holt fick det lättare.
Holt är kväkare. Han är gift med läkaren Margaret Lancefield.